# ايجي نوناكا
ايجي نوناكا (باليابانية: 野中英次؛ بالكانا: のなか えいじ) هو مانغاكا ياباني، ولد في 21 فبراير 1965 في طوكيو في اليابان.

## وصلات خارجية
- الموقع الرسمي
- ايجي نوناكا على موقع IMDb (الإنجليزية)
- ايجي نوناكا على موقع ANN person (الإنجليزية)